# Александър Хаджипетров
Александър Хаджипетров е български политик, бивш кмет на Русе.

## Биография
Роден е в семейството на опълченец от Руско-турската Освободителна война 1877 – 78. Завършва Земеделското училище в Образцов чифлик край Русе. По-късно заминава за Франция да специализира лозарство. След завръщането си се установява на постоянно местожителство в Русе и става активен деец на БЗНС.
Поемайки управлението на общината на 6 август 1921 г. като председател на земеделската тричленна комисия, А. Хаджипетров остава на този пост до лятото на 1922 г. Поради междупартийни боричкания след изборите, проведени на 2 октомври 1921 г. кмет не е избран и в крайна сметка общинският съвет е разтурен. Едва след повторните общински избори на 30 април 1922 г. земеделците успяват да се договорят с представителите на другите партии (блокарите)и за кмет е избран Хаджипетров, а негови заместници стават съветници от блока. На 11 февруари 1923 г. се провеждат поредните общински избори. И отново земеделци и блокари се договарят, а кмет е отново А. Хаджипетров, но за няколко месеца – до 10 юни 1923 г.

## Кметски мандати
В управлението на общината Александър Хаджипетров се ръководи от принципните позиции на своята партия. Той декларира, че в следвоенните години, когато социалната криза в страната е взела неконтролируеми размери не може да се изпълнява строго фиксирана общинска програма, а трябва на момента да се откликва на най-належащите нужди на гражданството. Опитва се да реформира общинските служби, като засилва оперативността в тяхното ръководство и ги направи по-ефективни от гледна точка на ползата за общинската каса. Този стремеж в някои случаи води до сблъсък с работещите в общинското стопанство и със служители, заемащи важни постове в общинската администрация, назначени от предишния кмет – комунист. Разбира се и от страна на Хаджипетров в определени моменти не липсва политическа мотивация за реформите в общината. Той неведнъж публично декларира, че въведенията на предшественика му не са били „съобразени със съществуващия държавен строй и най-належащите нужди на измъченото гражданство“.
А. Хаджипетров уволнява главния градски лекар, заради „службата си на червената звезда“. По „целесъобразно съкращаване на персонала“, а в действителност заради партийната им принадлежност са отстранени касиер-бирникът, единия юрисконсулт от бюрото за правна помощ, фабричният лекар при общинското управление, земемерът от Техническото отделение и др. Сменен е и главният режисьор на театъра.
Земеделският кмет е убеден, че неговата общинска политика е показен контрапункт на „40-годишното котерийно разграбване на общините от буржоазията“ и на „разлагащият ги комунизъм“.
Превратът от 9 юни 1923 г. предизвиква рязък обрат в политическия живот на града. Този обрат оказва влияние и върху съотношението на силите между партийните групировки в общинския съвет. Заседанието на съвета на 10 юни се открива в присъствието на въоръжени лица. Кметът и единия от помощниците му – земеделец си подават оставките, като заявяват, че при усложнената политическа ситуация, за да работи нормално общината, нейната управа трябва да е призната от дошлото на власт сговористко правителство. На 12 юни се провежда избор за нов кмет и е избран сговористът Христо Стоянов.
В следващите дни Александър Хаджипетров е задържан и хвърлен в затвора. След освобождаването му преминава на единофронтовски позиции за сближаване с Комунистическата партия.
След атентата на 16 април 1925 г. в столицата, на 16 юни в дома на Александър Хаджипетров влизат наемни убийци и го разстрелват в леглото му.